# Список послов России в Тоскане
В статье представлен список послов России в Тоскане.

## Хронология дипломатических отношений
- 1782 г. — установлены дипломатические отношения, открыта российская миссия во Флоренции.
- 1801 г. — Тосканское герцогство ликвидировано Францией (захвачено в 1799 г.).
- 1815 г. — работа российской миссии во Флоренции возобновлена.
- 10 мая 1859 г. — Тоскана захвачена Сардинией.

## Список послов
| Срок полномочий                 | Посол                          | Годы жизни | Комментарии                                          |
| ------------------------------- | ------------------------------ | ---------- | ---------------------------------------------------- |
| 1782 — 2 мая 1793               | Дмитрий Моцениго               | 1723—1793  | Поверенный в делах до июня 1785, затем посланник     |
| 2 мая 1793 — 13 сентября 1801   | Георгий Дмитриевич Моцениго    | 1764—1839  | Поверенный в делах до 1797, затем посланник          |
| 27 апреля 1815 — 22 января 1817 | Николай Фёдорович Хитрово      | 1771—1819  | Посланник                                            |
| 2 июля 1817 — 27 июня 1827      | Андрей Яковлевич Италинский    | 1743—1827  | Посланник                                            |
| 20 июля 1818 — 16 февраля 1828  | Алексей Васильевич Сверчков    | 1788—1828  | Поверенный в делах до 1 января 1828, затем посланник |
| 1828                            | Александр Михайлович Борх      | 1804—1867  | Поверенный в делах                                   |
| 30 декабря 1828 — 7 ноября 1833 | Александр Михайлович Горчаков  | 1798—1883  | Поверенный в делах                                   |
| 7 ноября 1833 — 1 января 1836   | Николай Александрович Кокошкин | 1792—1873  | Поверенный в делах                                   |
| 16 марта 1837 — 27 апреля 1843  | Иван Алексеевич Потёмкин       | 1780—1849  | Посланник                                            |
| 27 апреля 1843 — 24 мая 1855    | Аполлинарий Петрович Бутенёв   | 1787—1866  | Посланник                                            |
| 8 июня 1855 — 10 мая 1859       | Николай Дмитриевич Киселёв     | 1800—1869  | Посланник                                            |